# Кратке приче из Хогвортса о моћи, политици и досадним полтергајстима
Кратке приче из Хогвортса о моћи, политици и досадним полтергајстима (енгл. Short Stories from Hogwarts of Power, Politics and Pesky Poltergeists) је електронска књига коју је написала Џ. К. Роулинг. Објављенa је 6. септембра 2016. на више језика истовремено.

## Историја објављивања
Ова књига је објављена у исто време као и друге две:
- Хогвортс: Непотпун и непоуздан водич
- Кратке приче из Хогвортса о хероизму, тешкоћама и опасним хобијима